# Vice Squad (série télévisée)
Pour les articles homonymes, voir Vice Squad.
Vice Squad ou L'Escouade au Québec (Die Sitte) est une série télévisée allemande créée par Thomas Eckelkamp composée d'un pilote de 90 minutes diffusé le 25 octobre 2001, puis 24 épisodes de 45 minutes diffusés entre le 13 mars 2003 et le 29 juin 2006 sur RTL.
En France, elle est diffusée depuis le 22 novembre 2006 sur TF1, et au Québec à partir du 6 septembre 2007 à Séries+. Elle reste inédite dans les autres pays francophones.

## Synopsis
L'équipe de la police de Cologne se charge de traquer les délinquants et d'élucider les crimes à caractère sexuel.

## Distribution

### Acteurs principaux
- Iris Böhm (de) : Hannah Koch
- Dirk Heinrichs (de) : Leonard Winkler
- Cathlen Gawlich (de) : Marion Brandt
- Karin Boyd (de) : Dr Susanne Pohl
- Sotiria Loucopoulos (de) : Silvia Röder (saisons 2 et 3)
- Traute Hoess (de) : Gertrud Staudinger (saison 3)

### Acteurs récurrents
- Katinka Keise : Lisa Klein (13 épisodes)
- Rike Schmid : Katrin Selig (saison 1, épisodes 4 à 8)

## Épisodes

### Téléfilm (2001)
1. Deux amies (Die Sitte) (90 minutes)

### Première saison (2003)
1. Dangereuses cachotteries (Flüstertöne)
2. La Femme d'à côté (Auf gute Nachbarschaft)
3. Le Cou du lapin (Hase und Igel)
4. Le Cavaleur (Gier)
5. Amours interdites (Verbotene Lust)
6. Double Vie (Blindes Verlangen)
7. Meurtre au clair de lune (Tod am Teich)
8. Le Cri silencieux (Stiller Schrei)

### Deuxième saison (2004)
1. Un lourd secret (Svens Geheimnis)
2. Mortelle ambition (Das Ende vom Lied)
3. Un amour impossible (Liebeswahn)
4. Le Venin du tueur (Tödliche Rast)
5. L'Appât (Der Lockvogel)
6. Problèmes majeurs (Diskretion garantiert)
7. Vengeance à froid (Sie oder Keine)
8. Titre français inconnu (Der letzte Kunde)

### Troisième saison (2006)
1. Enterrement de vie de jeune fille (Club der Jungfrauen)
2. Les Amants (Cuba Libre)
3. La mariée était trop belle (Die Unwiderstehliche)
4. Erreur de jugement (Schichtwechsel)
5. Un jeu dangereux (Machtspiele)
6. Une femme de rêve (Traumfrau)
7. En flagrant délit (In flagranti)
8. Désir et obsession (Süchtig)